# ケーキーズお菓子抗争
『ケーキーズお菓子抗争』（ケーキーズおかしこうそう）は、テレビ東京で2008年1月19日から2月16日まで放送された人形劇。

## 放送時間
- 日曜日 深夜2:30から5分

## 声の出演
- 栗山とぐろ（モンブラーノ）/宍戸錠
- 不動組長（ザ・ぶどうパン）/藤原喜明
- 苺原（ショートン）/浦山迅
- 鈴ちゃん（プリンちゃん）/田村渚
- 千鶴男（レアッチ）/山口勝平
- 松田（シュークリーム松田）/金谷ヒデユキ
- 古坊（ワッフルボーイ）/オレンヂ（フラミンゴ）
- 美香さん（フルーツケーキ嬢）/佐久間紅美
- ジョルジュ/大友龍三郎
- ナレーション/セイジ（ギターウルフ）

## スタッフ
- フィギュア制作・企画・脚本/デハラユキノリ
- 構成/鈴木おさむ
- 監督・撮影/竹内スグル
- 編集/松田明子
- 音楽プロデューサー/スティービー・フロム
- 録音演出/飯塚康一
- 音交/田村智之
- 照明/大坪彰・大平隆・渡部和成
- 撮影/安達正史
- 美術/大澤哲三・永谷研二
- 音楽/勝手にしやがれ
- 制作/ドアーズ

## 各話サブタイトル
1. 「ケーキーズ誕生」編（前編） ～ケーキに目がない男たち～
2. 「ケーキーズ誕生」編（後編） ～ケーキに生まれて～
3. 「モンブラーノ」編　～暴力に生きたケーキ～
4. 「ショートン」編～怒れるイチゴ男～
5. 「レアッチ」編 ～FAKE HAIR TRIP～
6. 「シュークリーム松田」編 ～愛犬と風俗と私～
7. 「プリンちゃん」編 ～ケーキ界のアイドル～
8. 「ジョルジュ」編 ～ジョル＆武さん禁断のLOVE～
9. 「甘味一家」編（前編） ～あんこの恐怖～
10. 「甘味一家」編（後編） ～恥辱！さくらもち子～
11. 「組長」編 ～リーダーの資格～
12. 「社会復帰」編 ～ケーキと平和～